# RMO (wielerploeg)
RMO is een voormalige Franse wielerploeg actief tussen 1986 en 1992.

## Geschiedenis
R.M.O werd voornamelijk de ploeg rond Charly Mottet eind jaren tachtig en begin jaren negentig. Richard Virenque, zevenvoudig bolletjestrui in de Ronde van Frankrijk, begon hier zijn loopbaan in 1991. De ploeg werd gesponsord door het interimbureau R.M.O, wat staat voor Relation Main d'Œuvre, gevestigd in Grenoble en bestuurd door Marc Braillon, voormalig voorzitter van Grenoble Foot 38. In 1986 namen ze het La Redoute-team over. Tijdens de Ronde van Frankrijk 1992 droeg Richard Virenque de gele trui één dag voordat zijn teamgenoot Pascal Lino het avontuur met nog eens tien dagen verlengde. De ploeg verdween eind 1992 na het faillissement van zijn hoofdsponsor en was niet in staat om zijn werknemers nog te betalen.

## Renners
- Francis Castaing
- Thierry Claveyrolat
- Jean-Claude Colotti
- Patrice Esnault
- Pascal Lino
- Marc Madiot
- Yvon Madiot
- Charly Mottet
- Ronan Pensec
- Bernard Vallet
- Michel Vermote
- Richard Virenque
- Marcel Wüst

## Overwinningen

### Klassiekers
- Grand Prix Ouest France-Plouay
  - 1989: Jean-Claude Colotti
  - 1992: Ronan Pensec
- Kampioenschap van Zürich
  - 1990: Charly Mottet
- Parijs-Roubaix
  - 1991: Marc Madiot

### Grote Rondes
- Ronde van Frankrijk
  - 1990: 15de etappe (Charly Mottet)
  - 1991: 9de etappe (Mauro Ribeiro), 11de en 12de etappe (Charly Mottet)

### Overige overwinningen
- Ronde van Romandië
  - 1990: Charly Mottet
- Critérium du Dauphiné
  - 1992: Charly Mottet
- Bordeaux-Parijs
  - 1987: Bernard Vallet
  - 1988: Jean-François Rault
- Ronde van Luxemburg
  - 1992: Jean-Philippe Dojwa